# 21st Century Orchestra

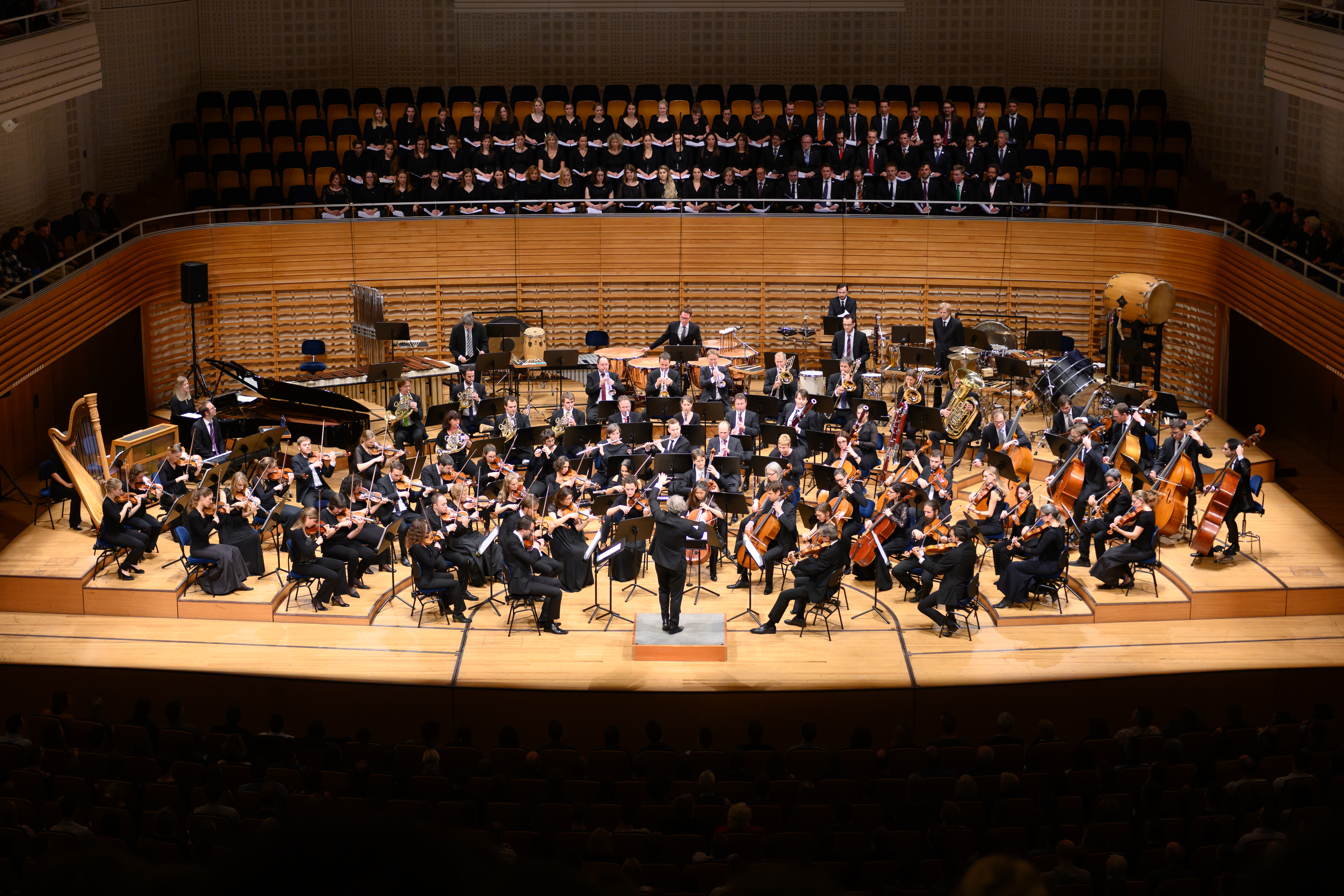
21CO Live at concert (2018)

Das 21st Century Orchestra (21CO) ist ein in Luzern beheimatetes Orchester. Es wurde 1999 von drei Musikern, darunter Ludwig Wicki, gegründet. Das Orchester ist spezialisiert auf die Interpretation von Filmmusik sowie die Darbietung von integralen Filmmusikerlebnissen.

## Geschichte
Das 21st Century Orchestra zählt mit einer Besetzung von bis zu 100 Musikern zu den grössten Orchestern der Schweiz. Seit 1999 ist Ludwig Wicki Dirigent und künstlerischer Leiter des Orchesters.

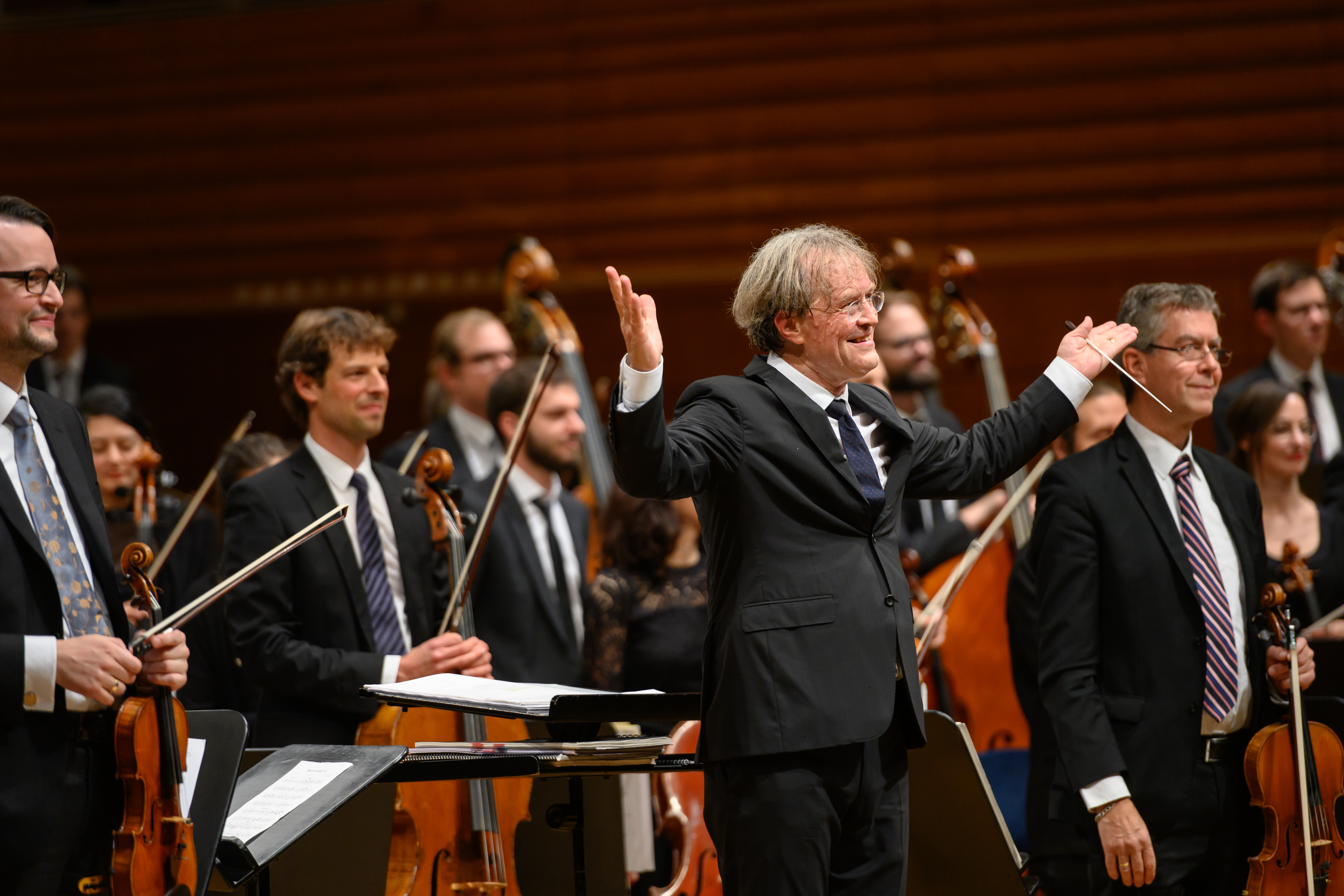
Chefdirigent Ludwig Wicki

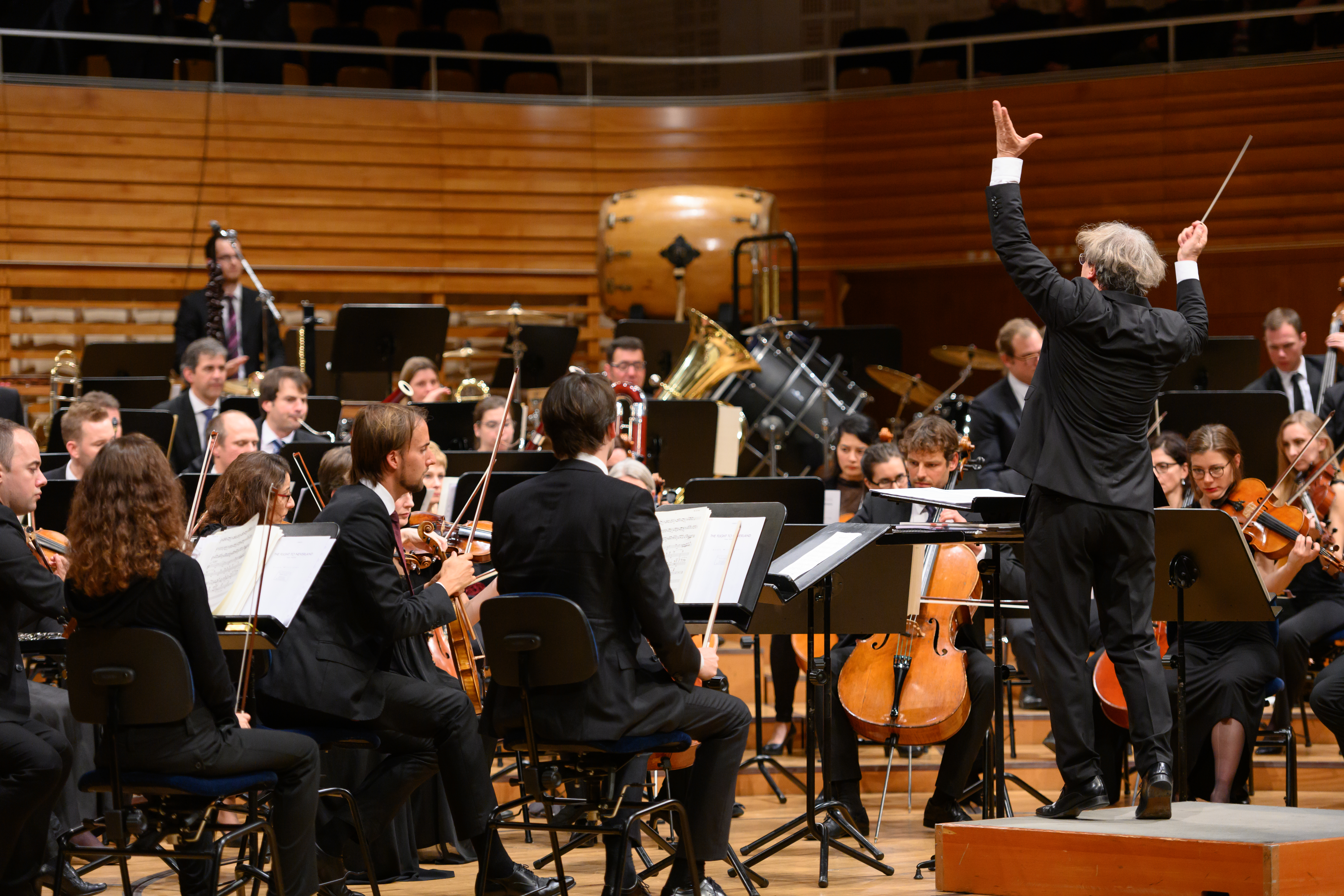
21CO im KKL Luzern

Seit 2007 arbeitet das Orchester mit Howard Shore zusammen, dem Komponisten des Soundtracks der Herr-der-Ringe-Filme von Peter Jackson. Dies führte 2008 zur Weltpremiere von The Fellowship of the Ring, der ersten kompletten Live-Aufführung der Filmmusik zum ersten Film der Trilogie.
Die Fortsetzung des Projektes mit dem zweiten Teil der Trilogie The Two Towers erfolgte im März 2009.
Der dritte Teil der Trilogie Return of the King erfolgte im Februar 2010.
Im Frühjahr 2011 spielte das 21st Century Orchestra die «Lord of the Rings Symphony» in Zusammenarbeit mit dem Bayerischen Rundfunk erstmals für das Label HOWE Records auf CD ein.
Im Dezember 2010 erfolgte die Premiere von Fluch der Karibik in Zusammenarbeit mit Disney. In den folgenden Jahren wurden die Premieren der weiteren Filme als «A Pirates Symphony»-Anlass durchgeführt. 2011: Pirates of the Caribbean – Fluch der Karibik 2, 2012: Pirates of the Caribbean – Am Ende der Welt und am 5. Dezember 2014 folgte die Premiere des 4. Films.
Im Mai 2014 konzertierte das Orchester in der Royal Albert Hall mit den Filmen Star Trek (2009) und Star Trek Into Darkness.
Im Jahr 2015 folgten drei Weltpremieren im KKL Luzern: Titanic mit Musik von James Horner, Back to the Future vom Komponisten Alan Silvestri und Indiana Jones & Raiders of the Lost Ark mit Musik von John Williams.
2016 wurden zwei weitere Weltpremieren aufgeführt: Amadeus des Regisseurs Miloš Forman und Batman (1989) mit der Musik von Danny Elfman.
Zudem wurde in der Saison 2016/2017 das erste Mal Harry Potter im KKL live aufgeführt. Seitdem führt das 21CO regelmässige grosse Meisterwerke von John Williams auf, u. a. die Filmreihen von Harry Potter & seit 2018 die Filme der Star-Wars-Reihe.
2018 war Casino Royale – in Concert James Bond zum ersten Mal als integrales Film-Musik-Spektakel im Konzertsaal des KKL Luzern zu sehen.
Mit «21st Century Orchestra & Chorus – Das Beste aus 20 Jahren» wurde das 20-jährige Jubiläum in zwei ausverkauften Sälen im KKL Luzern gefeiert.
Im Hallenstadion Zürich führte das 21st Century Orchestra & Chorus 2019 den ersten Teil der Trilogie The Lord of the Rings – The Fellowship of the Ring auf.
Ebenfalls im Hallenstadion wurde 2020 Harry Potter and the Chamber of Secrets – in Concert gespielt. Während der Pandemie mussten 2020 und 2021 viele geplante Konzerte abgesagt werden. Eine Kleinformation spielte während dieser Zeit Pocket Concerts auf dem Vorplatz des KKL Luzern mit limitierten Plätzen.
Erstmals brachte das 21st Century Orchestra 2021 The Sound of Hans Zimmer & John Williams auf die Bühne des KKL Luzern. Dieses Programm wurde 2022 auch am Rheingau Musik Festival in Wiesbaden aufgeführt.
Mit Die Eiskönigin – Völlig unverfroren lief 2023 ein Animationsfilm über die KKL-Leinwand, begleitet durch das 21st Century Orchestra.
Der Konzertsaal des KKL Luzern war 2024 bei Harry Potter and the Order of the Phoenix an fünf Aufführungen ausverkauft. Im selben Jahr erschien zum 25. Jubiläum des 21st Century Orchestra eine Jubiläumspublikation zur musikalischen Reise des Orchesters und des Chorus.
Vom 16. bis 18. Januar 2025 trat das 21st Century Orchestra in der Etihad Arena in Abu Dhabi auf. Innert zwei Tagen wurden vier verschiedenen Filmmusik-Projekte aufgeführt. Das Orchester wurde vom Department of Culture and Tourism Abu Dhabi angefragt, im Alleingang mit vier Konzerten ein Filmmusik-Festival zu bestreiten.
Eine weitere Weltpremiere kommt im November 2025 ins KKL Luzern. Zum ersten Mal überhaupt erlebt das Publikum den gesamten Film The Da Vinci Code von Ron Howard mit Orchesterbegleitung.

## Weltpremieren / Schweizer Premieren
Das 21CO wirkte unter anderem bei den folgenden Filmkonzerten im KKL Luzern mit:
2025
- The Da Vinci Code

2024
- World of Warcraft: 20 Years of Music

2017
- Harry Potter and the Chamber of Secrets, Schweizer Premiere

2016
- Amadeus
- Batman
- Harry Potter and the Philosopher’s Stone, Schweizer Premiere

2015
- Titanic
- Back to the Future
- Indiana Jones – Raiders of the Lost Ark

2014
- Pirates of the Caribbean: On Stranger Tides
- Star Trek Into Darkness
- Alice in Wonderland

2013
- Pirates of the Caribbean: At World’s End
- Gladiator
- Star Trek

2012
- Disney’s Fantasia
- Pirates of the Caribbean: Dead Man’s Chest

2011
- Pirates of the Caribbean: The Curse of the Black Pearl

2010

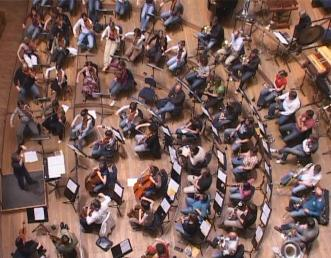
21st Century Orchestra bei einer Probe für die Lord of the Rings Symphony (2007)

- The Lord of the Rings: The Return of the King

2009
- The Lord of the Rings: The Two Towers

2008
- The Lord of the Rings: The Fellowship of the Ring

## Tourneen und Gastspiele
Saison 2024/2025
- Lausanne. Théatre de Beaulieu, «20 Jahre World of Warcraft» 27.–29. Sept. 2024
- Abu Dhabi. Etihad Arena, «Frozen, Jurassic Park, Lion King, Top Gun» 14.–19. Jan. 2025
- Lausanne. Théatre de Beaulieu, «Sound of Hans Zimmer & John Williams», 03. Mai

Saison 2022/2023
- Lausanne. Théatre de Beaulieu, «Sound of James Bond» 4. Mai 2024

Saison 2022/2023
- Zürich, Il Divo «Greatest Hits Tour», 2. Oktober 2022
- Zürich, Tonhalle, «Sound of Hans Zimmer & John Williams, » 3. Mai 2023
- Lausanne. Théatre de Beaulieu, «Sound of Hans Zimmer & John Williams», 6. Mai 2023

Saison 2021/2022
- Basel, Theaterplatz, Film Music Festival, 7. Mai 2022

- Wiesbaden, Kurpark, Rheingau Festival, «Sound of Hans Zimmer & John Williams», 15.–17. Juli 2022

Saison 2020/2021
- Diverse Konzertabsagen wegen CORONA
- Luzern, KKL Luzern mit «Brassed Off», 19. Juni 2021[1]

Saison 2019/2020
- Zürich, Hallenstadion mit «LOTR – The Fellowship of the Ring», 12. Dez. 2019

Saison 2018/2019
- Zürich, Hallenstadion mit «Star Wars – A New Hope», 27. Januar 2019
- Mailand, Teatro Arcimboldi, «Star Wars – A New Hope», 04.-07.04.2022
- Zürich, Hallenstadion mit «Harry Potter and the Philosopher's Stone», 11. Mai 2019
- Zürich, Samsung Hall, Eröffnungskonzert am Starmus V Festival, 24. Juni 2019

Saison 2017/2018
- Dubai, Dubai Opera mit «Indiana Jones» und «Jurassic Park», 19. – 22. April 2017
- Lausanne, Theatre de Beaulieu mit «Harry Potter and the Philosopher's Stone», 17. – 19. November 2017
- Lausanne, Theatre de Beaulieu mit «Casino Royale», 10. – 11. Februar 2018
- Lausanne, Theatre de Beaulieu mit «Star Wars – A New Hope», 27. – 29. April 2018
- Innsbruck, Kongresshaus mit «Amadeus», 26. Mai 2018

Saison 2016/2017
- Mainz, Rheingau Festival, «Movie in Motion», 11. August 2016

Saison 2015/2016
- Montreux, Auditorium Strawinsky mit «Ratatouille», 12. & 13. Dezember 2015
- Frankfurt, Alte Oper & Stuttgart, Liederhalle, «Western Music in Concert» Tournee, 11. & 14. Februar 2016
- London, Royal Albert Hall mit «Indiana Jones» & «Western», 9. – 12. März 2016

Saison 2014/2015
- Gstaad, Menuhin Festival, 15. August 2014
- Frankfurt, Alte Oper & Montreux, Auditorium Stravinski mit John Williams Programm, 12. Oktober & 1. November 2014
- Baden-Baden, Stuttgart, Basel, Freiburg mit «James Bond» Tournee, 7. – 11. Januar 2015
- Paris, Le Grand Rex mit «West Side Story», 30. Januar – 1. Februar 2015
- New York, Lincoln Center mit «The Lord of the Rings Trilogy», 7. – 12. April 2015[2]
- London, Royal Albert Hall mit «Back to the Future», 4. Juli 2015[3]

Saison 2013/2014
- Gstaad, Menuhin Festival mit «Deep Blue», 6. September 2013
- Visp, Stuttgart, Liederhalle & Frankfurt, Alte Oper mit «James Bond» Tournee, 27. – 31. Oktober 2013
- Montreux, Auditorium Stravinski, «Pirates of the Caribbean: Dead Man’s Chest», 25. & 26. Januar 2014
- Paris, Palais de Congrès mit Lord of the Rings «The Return of the King», 4. – 6. April 2014[4]
- London, Royal Albert Hall mit «Star Trek», 29. – 31. Mai 2014

Saison 2012/2013
- Paris, Palais de Congrès mit Lord of the Rings «The Fellowship», 24.–27. Oktober 2012[5]
- Montreux, Auditorium Stravinski,«Pirates of the Caribbean: The Curse of the Black Pearl», 19. & 20. Januar 2013
- Paris, Palais de Congrès mit Lord of the Rings «The Two Towers», 26. – 29. Juni 2013[6]
- Solothurn, Takto Festival, Programm mit «Epic Battles», 24. Mai 2013

Saison 2010/11
- New York, Radio City Music Hall mit Lord of the Rings «The Two Towers», 9. & 10. Oktober 2010[7][8]

Saison 2009/10
- New York, Radio City Music Hall mit Lord of the Rings «The Fellowship», 9. & 10. Oktober 2009[9][10]

## Diskografie
Filmmusik Alben:
2025: World of Warcraft: 20 Years of Music (Live im Théâtre de Beaulieu – Vinyl): Eine limitierte 4-LP-Vinyl-Edition wurde von Mondo Music in Zusammenarbeit mit ©Blizzard Entertainment veröffentlicht.
2024: World of Warcraft: 20 Years of Music (Live im Théâtre de Beaulieu – Digital), 21st Century Orchestra, Tale of Fantasy, Ardito und Madrijazz, Ludwig Wicki, © Azeroth Music und Omnica Music
2022: Der Räuber Hotzenplotz (Soundtrack): 21st Century Orchestra, Ludwig Wicki, ©Studiocanal GmbH und Claussen + Putz Filmproduktion GmbH
2015: Western Music in Concert, Ludwig Wicki, 21st Century Orchestra & Chorus, 2014 Bauer Studios GmbH
2011: The Lord of the Rings Symphony, 21st Century Orchestra & Chorus, Ludwig Wicki & Howard Shore, 2011 HOWE Records
Pop / Rock Alben oder Featuring
2018: FOREIGNER, «Foreigner with the 21st Century Orchestra & Chorus LIVE», 21st Century Orchestra & Chorus, Ernst van Tieli, ©2018 Edel Germany GmbH
2017: KUNZ, «no meh Hunger (Live im KKL)», Kunz mit dem 21st Century Orchestra & Chorus, Ludwig Wicki, © 2017 Universal Music GmbH
2017: DJ BOBO, «25 Years – Greatest Hits», feat. 21st Century Orchestra & Chorus, Ludwig Wicki, ©2017 Yes Music AG
2015: SUNRISE AVENUE, «Fairytales–Best Of 2006–2014 (Orchestral Version/Live)», feat. 21st Century Orchestra & Chorus, Ludwig Wicki, © 2015 Comusic Productions Oy & Get Nasty Oy, under exclusive license to Polydor/Island, a division of Universal Music GmbH

## 21st Century Salon Orchestra
Das 21st Century Salon Orchestra ist ein zehnköpfiges, kleines Orchester, das vor allem für Firmenanlässe, aber auch privat gebucht werden kann.

## 21st Century Chorus
Der 2007 gegründete 21st Century Chorus ist ein semi-professioneller Projektchor, der das 21st Century Orchestra bei Konzerten verstärkt und dadurch eine Erweiterung des musikalischen Repertoires des Orchesters ermöglicht. Ludwig Wicki steht dem Chor als musikalischer Leiter vor.